# 鳥海山大物忌神社

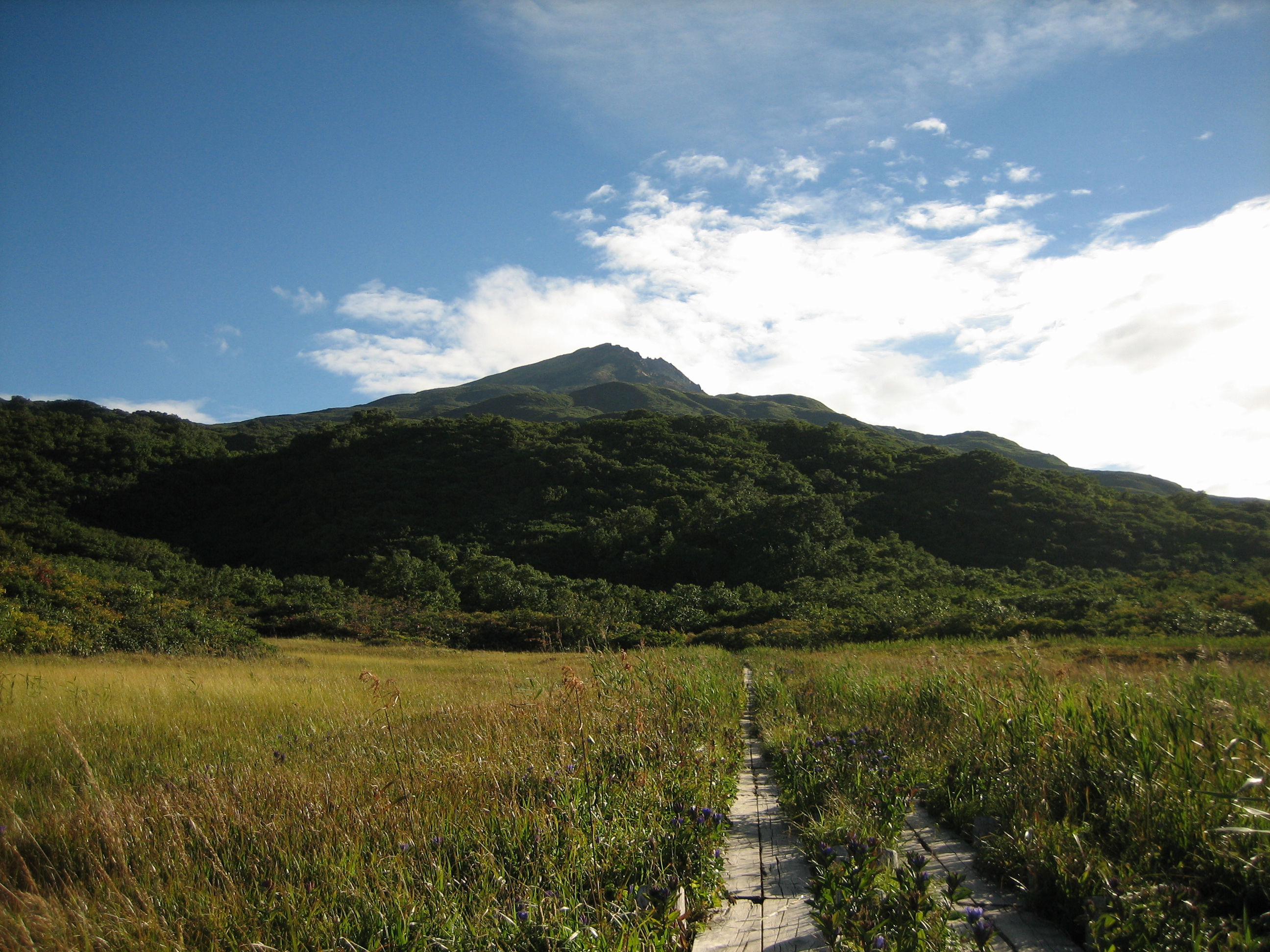
神體山之鳥海山

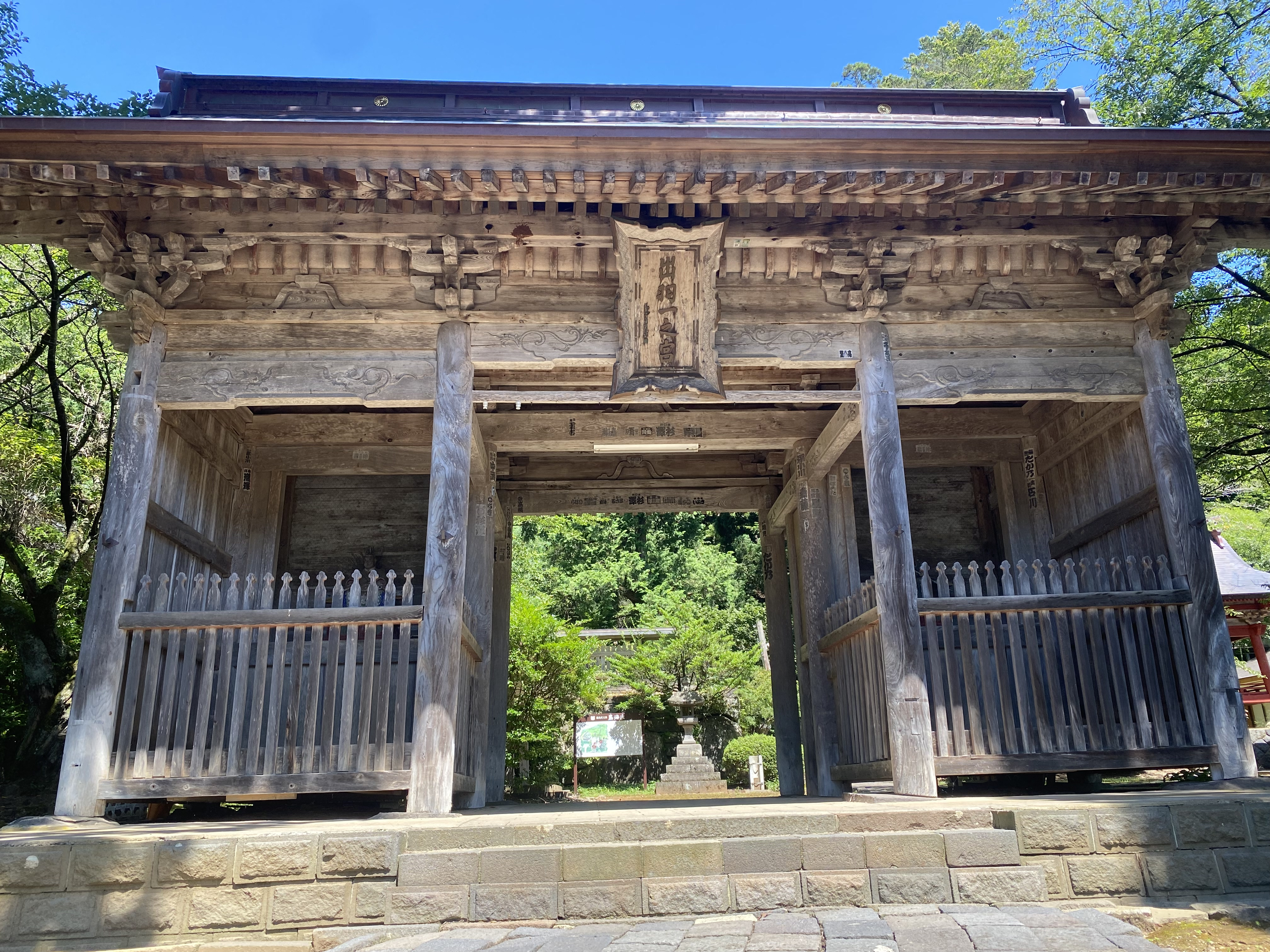
蕨岡口之宮随神門

鳥海山大物忌神社（ちょうかいさんおおものいみじんじゃ）是位在日本山形縣飽海郡遊佐町的神社。為式內社（名神大社）、出羽國一宮、舊社格為國幣中社（現神社本廳的別表神社）。
鳥海山頂的本社和山麓的吹浦、蕨岡2處的口之宮（里宮）總稱大物忌神社。主祭神是大物忌大神，以鳥海山為神體山。境內地在平成20年（2008年）被指定為國之史跡。

## 關連項目
- 鳥海修驗

## 外部連結
- 鳥海山大物忌神社 （页面存档备份，存于）